# Szkoła Podstawowa im. św. Jana Kantego w Nowosielcach
Szkoła Podstawowa im. św. Jana Kantego w Nowosielcach – szkoła o charakterze podstawowym w Nowosielcach.

## Historia
Początki szkolnictwa parafialnego w Nowosielcach są datowane na 1840 rok. Szkoła była w organistówce obok kościoła parafialnego, a jej pierwszym nauczycielem został organista Jan Pańczyk. W 1853 roku nauczycielem  był Szczepan Dyrda, a od 1854 roku nauczycielem był Jan Pańczyk.
Przydatnym źródłem archiwalnym do poznawania początków szkolnictwa w Galicji są austriackie Szematyzmy Galicji i Lodomerii, które podają wykaz szkół ludowych w Galicji, wraz z nazwiskami ich nauczycieli. 
W 1868 roku szkoła została zmieniona na państwową trywialną i mieściła się nadal w budynku organistówki. W latach 1873–1874 szkoła była parafialna, a od 1874 roku 1-klasowa. Początkowo szkoły wiejskie były tylko męskie, a od 1890 roku były mieszane (koedukacyjne). W latach 1878–1879 zbudowano drewniany budynek szkolny, który we wrześniu został poświęcony przez ks. Andrzeja Goneta. Od 1897 roku szkoła była 2-klasowa. 
Od 1897 roku szkoła posiadała nauczycieli pomocniczych, którymi byli: Maria Truszkowska (1897–1903; 1904–1914?), Józefa Kaniowska (1902–1903, Helena Piotrasówna (1903–1904), Michał Binikiewicz (1904–1905), Genowefa Tatomirowa (1905–1910), Zofia Karakulska (1910–1913), Bolesław Stopa (1910–1913), Zofia Witkowska (1912–1913), Maria Kozicka (1913–1914?), Jan Lew (1913–1914?), Maria Dymnicka (1913–1914?).
W latach 1914–1915 w szkole stacjonowały wojska rosyjskie, które dokonały częściowej dewastacji wyposażenia, a 13 maja 1915 roku do szkoły przybyły wojska austriackie i niemieckie. W latach 1916–1917 zbudowano nowy drewniany budynek szkolny. W latach 1932–1933 zbudowano murowany budynek szkolny. Podczas II wojny światowej w szkole stacjonowały wojska niemieckie. W 1957 roku dokonano remontu szkoły, a w 1968 roku rozbudowano szkołę. 
W 1999 roku na mocy reformy oświaty zorganizowano 6-latnią szkołę podstawową i 3-letnie gimnazjum. W latach 2002–2008 zbudowano budynek gimnazjum i salę gimnastyczną. 1 września 2008 utworzono Zespół Szkół, w skład której weszły Szkoła Podstawowa im. św. Jana Kantego i Gimnazjum im. św. Królowej Jadwigi. W 2017 roku na mocy kolejnej reformy oświaty przywrócono 8-letnią szkołę podstawową.
Kierownicy i dyrektorzy.
1868–1875. Jan Pańczyk
1875–1879. Karol Pisowicz
1879–1903. Stanisław Opioła
1903–1904. Maria Truszkowska
1904–1911. Stanisław Bienia
1911–1914. Józef Kozicki
1914–1917. Maria Kozicka
1917–1919. Maria Truszkowska
1919–1939. Bolesław Stopa
1939–1940. Zofia Stopa
1940–1943. Bronisław Haik
1943. Zofia Stopa
1943–1944. Jan Strzelecki
1944–1945. Zofia Stopa
1945–1952. Bolesław Stopa
1952–1974. Stefania Paluch (Kubicka)
1974–1991. Maria Wojciechowska
1991–1999. Piotr Wiesław Łuksik
1999–2002. Maria Drapała (SP)
2002–2008. Elżbieta Sowa (SP)
1999–2008. Piotr Wiesław Łuksik (Gimnazjum)
2008–2018. Elżbieta Sowa (ZS)
2018–obecnie. Renata Palińska

## Znani absolwenci
- Henryk Dyduch (ur. 3 października 1896, zm. wiosną 1940 w Charkowie) – major piechoty Wojska Polskiego, ofiara zbrodni katyńskiej.